# Kofferdiregementet
Kofferdiregementet var ett värvat marinregemente som år 1717 bildades av Kofferdikompanierna.